# John Dillon (regatista)
John Desmond Dillon (24 de marzo de 1921-17 de octubre de 1988) fue un deportista británico que compitió en vela en la clase 5.5 Metre. Participó en dos Juegos Olímpicos de Verano en los años 1952 y 1956, obteniendo una medalla de plata en Melbourne 1956 en la clase 5.5 Metre.

## Palmarés internacional
| Juegos Olímpicos | Juegos Olímpicos      | Juegos Olímpicos | Juegos Olímpicos |
| Año              | Lugar                 | Medalla          | Clase            |
| ---------------- | --------------------- | ---------------- | ---------------- |
| 1956             | Melbourne (Australia) | Medalla de plata | 5.5 Metre        |